# Chiesa ortodossa russa
La Chiesa ortodossa russa (in russo Русская православная церковь?, Russkaja pravoslavnaja cerkov'), o Patriarcato di Mosca (in russo Московский патриаркхат?, Moskovskiy patriarkhat), è una Chiesa ortodossa autocefala, guidata dal Patriarca di Mosca e di tutte le Russie, precedentemente in comunione con tutte le Chiese ortodosse calcedonesi, tra le quali occupava il quinto posto, dopo il Patriarcato ecumenico di Costantinopoli, il Patriarcato greco-ortodosso di Alessandria, la Chiesa greco-ortodossa di Antiochia e la Chiesa greco-ortodossa di Gerusalemme.
Dal 2018, per decisione del sinodo dei vescovi russi, non è più in comunione con il Patriarcato di Costantinopoli, in seguito alla decisione da parte di quest'ultimo di riammettere alla piena comunione la Chiesa ortodossa ucraina del Patriarcato di Kiev, guidata da Filarete Denisenko, separatasi in precedenza dal Patriarcato di Mosca e per questo scomunicata. Nei mesi successivi, il Patriarcato di Mosca ha interrotto la comunione pure con il Patriarcato di Alessandria e con le Chiese di Grecia e di Cipro, avendo anche queste ultime riconosciuto la compagine scismatica ucraina.

## Storia
La Chiesa russa fa risalire le sue origini al battesimo del principe Vladimir I di Kiev nel 988 (Vedi Conversione al cristianesimo della Rus' di Kiev).
La Cronaca degli anni passati riferisce che nel 987, dopo una consultazione con i boiardi, Vladimir inviò dei messi nelle nazioni confinanti, i cui rappresentanti lo avevano invitato ad abbracciare le rispettive fedi, al fine di valutare quale fosse la religione migliore per il proprio regno. Il risultato è descritto nella seguente legenda apocrifa. Gli inviati riferirono che tra i musulmani della Bulgaria del Volga non c'era letizia ma solo tristezza e una grande puzza e che la loro religione era da evitare a causa dei suoi divieti contro il consumo d'alcool e di carne di maiale; a questi Vladimir aveva allora risposto "Bere è la gioia della Russia".
Le fonti russe descrivono anche l'incontro del Principe con gli inviati ebraici (che potevano essere Cazari). Dopo averli interrogati a fondo sulla loro religione rifiutò di convertirsi alla stessa con il pretesto che la perdita di Gerusalemme evidenziava che i fedeli ebraici erano stati abbandonati da Dio. Per ultimo Vladimir chiese dei cristiani. Nelle cupe chiese tedesche i suoi emissari gli riferirono che non c'era bellezza, ma dell'Hagia Sophia di Costantinopoli riferirono: "Noi non sapevamo se fossimo in cielo o sulla terra". Vladimir convertì il proprio popolo alla religione cristiana di rito greco ortodosso.
Kiev divenne capoluogo di una nuova provincia ecclesiastica, posta sotto la giurisdizione del Patriarcato di Costantinopoli. Successivamente il metropolita di Kiev dovette trasferirsi a Vladimir (1299) e quindi a Mosca (1325). L'ultimo metropolita fu destituito ed esiliato nel 1441, a seguito del rifiuto da parte del sinodo dei vescovi della Chiesa russa di accettare l'Unione di Firenze.
Nel 1448 il sinodo dei vescovi, che rappresentava tutto il popolo di Dio inteso come unione di clero e laicato, sancì la separazione della Chiesa russa dal Patriarcato di Costantinopoli. Da allora essa divenne autocefala. Il vescovo di Rjazan', Giona, fu eletto Metropolita di Mosca e di tutta la Russia senza chiedere l'approvazione di Costantinopoli. Solo nel 1589 il Patriarca di Costantinopoli Geremia II Tranos formalizzò, con il suo decreto, la nomina del metropolita Giobbe a patriarca di Mosca e di tutta la Russia.
Nel 1654 dopo l'elezione del patriarca Nikon fu riunito il sinodo dei vescovi al fine di ristabilire l'uniformità tra le pratiche liturgiche della Chiesa greca e di quella russa. Un secondo sinodo, tenutosi a Mosca nel 1656, approvò la revisione delle opere così come disposta dal primo concilio e lanciò un anatema sulla minoranza dissidente, che includeva una fazione dei Zelatori della Pietà e il Vescovo Pavel di Kolomna. Le riforme coincisero con la grande peste che sconvolse la Russia nel 1654 e con il periodo di terrore causato dall'approssimarsi del 1666, che molti russi credevano si sarebbe rivelato l'anno dell'apocalisse. Raskol è il nome dato allo scisma che portò alla divisione della Chiesa russa in Chiesa ortodossa ufficiale e movimento dei vecchi credenti.
Nel 1700 dopo la morte del patriarca Adriano il nuovo Patriarca non fu eletto e sostituito da un luogotenente. Il patriarcato fu abolito da Pietro il Grande il 25 gennaio 1721 e sostituito dall'istituzione del Santissimo Sinodo Governante, i cui membri variavano da 10 a 12 membri, tra cui il Metropolita di Mosca e altri membri di diritto (i metropoliti di San Pietroburgo e Kiev, dall'Ottocento anche l'esarca di Georgia) con a capo un Primus (che fu sempre un Metropolita o un Arcivescovo) assistito da un procuratore imperiale. Il Santissimo Sinodo fu abolito formalmente dal nuovo governo il 6 aprile 1918 in seguito alla rivoluzione d'ottobre e il patriarcato di Mosca fu pienamente ristabilito.

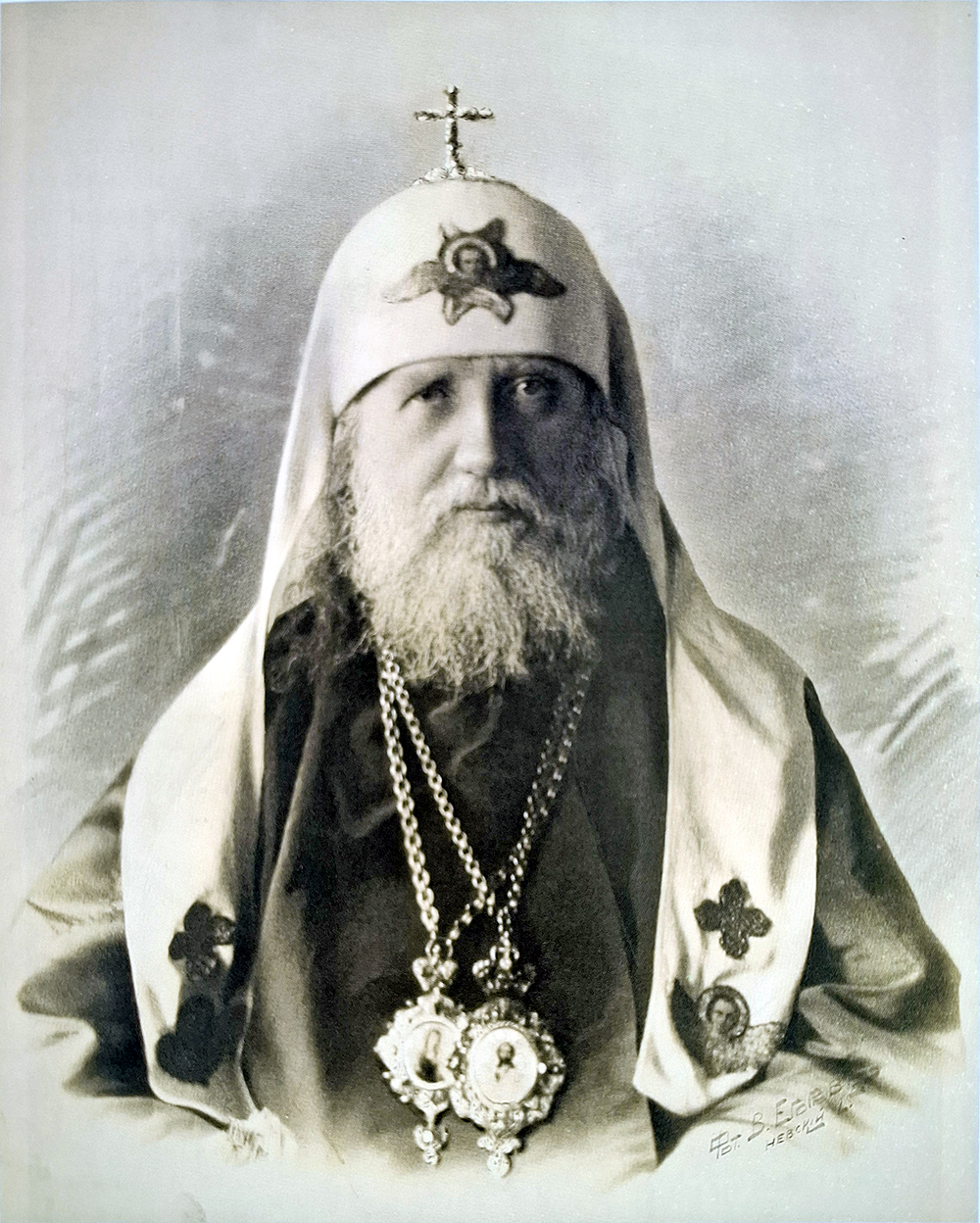
Patriarca Tichon, Mosca

Il 28 ottobre (17 novembre) 1917 al sinodo dei vescovi di tutta la Russia era stato infatti restaurato il Patriarcato. Primo patriarca dopo il lungo periodo sinodale fu scelto il 5 novembre Tichon, già eletto in giugno metropolita di Mosca (poi intronizzato il 4 dicembre).
Già a marzo 1917 la Chiesa ortodossa georgiana aveva ripristinato unilateralmente la sua autocefalia ed era avvenuta l'elezione a suo patriarca di Kirion II, indipendenza poi riconosciuta ufficialmente da quella russa ma solo nel 1943.
Dopo la rivoluzione d'ottobre la Chiesa venne perseguitata perché considerata parte della fazione anti-bolscevica e molti membri del clero vennero incarcerati o uccisi dal nuovo regime. Nel corso di ciò, molti credenti sono entrati in clandestinità. Così nacque una chiesa sotterranea, chiamata anche "Chiesa delle Catacombe". Tuttavia, non si trattava di una singola organizzazione, ma di un fenomeno composto da molti gruppi diversi. Dopo la morte di patriarca Tichon avvenuta nel 1925, il posto di Patriarca rimase vacante. Solo nel 1937 fu eletto il nuovo patriarca Sergio I. Secondo lo storico Roj Medvedev, il Patriarcato fu riabilitato da Stalin sul finire degli anni '30 per cooptare la comunità ortodossa sovietica e mobilitarla per la patria, in anni in cui la guerra mondiale appariva ormai inevitabile. Nel 1943, dopo la battaglia di Stalingrado, il Patriarcato fu completamente legalizzato.
Negli anni venti, a seguito della Rivoluzione d'ottobre, la comunità ortodossa russa all'estero si rese protagonista di uno scisma, rifondando la Chiesa ortodossa russa all'estero. La Chiesa scismatica ebbe la sua sede dapprima a Sremski Karlovci nel Regno dei Serbi, Croati e Sloveni (poi Regno di Jugoslavia), poi negli Stati Uniti a Jordanville.
A seguito di un riavvicinamento tra le due Chiese, il 17 maggio 2007 lo scisma si è ricomposto, con la firma di un atto di riunificazione da parte del patriarca russo Alessio II e del Metropolita Lavr, capo del Sinodo della Chiesa russa all'estero, nella Cattedrale del Cristo Salvatore di Mosca. A seguito della firma, le due delegazioni hanno celebrato congiuntamente l'Eucaristia.
Nel 2000 è sorto il problema dell'Estonia. Divenuta l'Estonia indipendente, i suoi vescovi avevano chiesto per la loro Chiesa l'autocefalia. Offesi dal diniego moscovita ed ancor più risentiti poiché il patriarca Alessio II di padre pietroburghese, era nato in Estonia, si sono rivolti a Costantinopoli che li ha accontentati. Da allora, nel canone delle Liturgie del clero della Chiesa ortodossa russa, non si è più fatto, per qualche tempo, memoria del Patriarca di Costantinopoli. Il 27 luglio 2008, i due Patriarchi hanno concelebrato la Divina Liturgia a Kiev nell'occasione del 1020º anniversario del Battesimo della Russia, e si sono incontrati in seguito, deludendo in questo i progetti di manomissione da parte della Chiesa del governo ucraino.

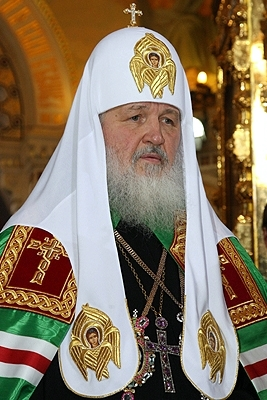
Patriarca Cirillo I nel giorno della sua intronizzazione, 1º febbraio 2009, Mosca

Il 1º febbraio 2009, dopo la morte del patriarca Alessio II avvenuta nel novembre 2008, il Metropolita di Kaliningrad e Smolensk Cirillo I fu eletto nuovo patriarca di Mosca e di tutta la Russia.

## Statistiche
Secondo i dati ufficiali al 12 dicembre 2008, la Chiesa ortodossa russa contava 157 diocesi in vari paesi e 29.263 parrocchie. Nel 1993 le diocesi erano 92. Vi sono 804 monasteri, dei quali in Russia 234 maschili e 244 femminili, nei paesi ex-URSS 142 maschili e 153 femminili, mentre negli altri paesi 3 maschili e 3 femminili. Vi sono 30.670 persone di clero di cui 27.216 preti e 3.454 diaconi. La Chiesa dispone inoltre di 11.051 scuole domenicali, 5 accademie, 3 università ortodosse, 2 università teologiche, 38 seminari, 39 collegi spirituali di totale 87 enti di istruzione. Inoltre vi sono 29 monasteri di tipo stauropegico, 203 podvorije e 65 skita.

## Territorio
Secondo quanto stabilito dalla Carta della Chiesa ortodossa russa (in russo Устав Русской Православной Церкви?). il territorio proprio o territorio canonico (in russo Каноническая территория?) della Chiesa ortodossa russa comprende i seguenti stati:
- in Europa:
  - Russia
  - Lettonia
  - Estonia[11]
  - Lituania
  - Bielorussia
  - Ucraina[12]
  - Moldavia

- in Asia:
  - Azerbaigian
  - Kazakistan
  - Kirghizistan
  - Uzbekistan
  - Tagikistan
  - Turkmenistan
  - Mongolia
  - Cina
  - Giappone

## Organizzazione
La Chiesa ortodossa russa è organizzata e strutturata in diverse entità e giurisdizioni ecclesiastiche, stabilite e regolate dalla Carta della Chiesa ortodossa russa (in russo Устав Русской Православной Церкви?).

### Metropolie e eparchie

#### In Russia
Il territorio della Federazione russa è suddiviso in oltre 200 eparchie, la maggior parte delle quali raggruppate in metropolie, il cui statuto è stabilito dal cap. XV della Carta della Chiesa ortodossa russa.. Sono 62 le metropolie della Chiesa ortodossa in Russia. Una ventina di eparchie non dipendono da alcuna metropolia, ma sono direttamente soggette al patriarca di Mosca.

#### Fuori dalla Russia
Esistono inoltre, soprattutto nei Paesi della diaspora, eparchie che non appartengono ad alcuna suddivisione canonica prevista dalla Carta della Chiesa ortodossa russa, ma che sono direttamente soggette al patriarca di Mosca. Queste eparchie si trovano in Azerbaigian, Armenia, Lituania, Germania, Ungheria, Austria, Europa occidentale e Argentina.

### Distretti metropolitani
L'istituzione canonica dei distretti metropolitani (in russo Митрополичьи округа?) è regolata dal cap. XIV della Carta della Chiesa ortodossa russa. Sono 2 i distretti metropolitani del patriarcato di Mosca:
- distretto metropolitano del Kazakistan;
- distretto metropolitano dell'Asia centrale.

### Esarcati patriarcali
L'istituzione canonica dell'esarcato è regolata dal cap. XIII della Carta della Chiesa ortodossa russa. Sono 4 gli esarcati dipendenti del patriarcato di Mosca:
- Esarcato bielorusso del Patriarcato di Mosca
- Esarcato patriarcale dell'Europa occidentale
- Esarcato patriarcale del sud-est asiatico
- Esarcato patriarcale d'Africa

### Chiese autonome
Si distinguono due tipologie di Chiese autonome.

#### Chiese autogovernate
Lo status giuridico delle Chiese autogovernate (in russo Самоуправляемые Церкви?) è regolato dal cap. XII della Carta della Chiesa ortodossa russa. Sono 5 le Chiese autogovernate del patriarcato di Mosca.
- Chiesa ortodossa moldava
- Chiesa ortodossa lettone
- Chiesa ortodossa estone (Patriarcato di Mosca)
- Chiesa ortodossa russa fuori dalla Russia
- Chiesa ortodossa ucraina (Patriarcato di Mosca)

Per la Chiesa ucraina, la stessa Carta dedica un capitolo a parte (Cap. X), dove è definita come "Chiesa autogovernata con ampi diritti di autonomia " (in russo Самоуправляемые Церкви с правами широкой автономии?).

#### Chiese autonome
Lo status giuridico delle Chiese autonome (in russo Автономные Церкви?) è regolato dal capitolo XI della Carta della Chiesa ortodossa russa, dove sono menzionate 2 Chiese autonome:
- Chiesa ortodossa autonoma cinese
- Chiesa ortodossa autonoma giapponese.

In passato anche la Chiesa ortodossa finlandese era censita tra le Chiese autonome del patriarcato di Mosca. Ora invece questa Chiesa è una arcidiocesi ortodossa autonoma del Patriarcato ecumenico di Costantinopoli.

### Monasteri stauropegiali
Lo status giuridico dei monasteri stauropegiali (in russo Ставропигиальные монастыри?) è regolato dal capitolo XVIII della Carta della Chiesa ortodossa russa. Sono denominati "stauropegiali" quei monasteri che sono esenti dalla giurisdizione del vescovo locale, ma dipendono direttamente e sono sotto la supervisione del patriarca di Mosca (art. 4). Un monastero stauropegiale può avere sotto la propria diretta dipendenza uno o più monasteri affiliati (art. 4). Sono 36 i monasteri stauropegiali della Chiesa ortodossa russa.